# Ямато-Коріяма
34°38′58″ пн. ш. 135°46′58″ сх. д. / 34.64944° пн. ш. 135.78278° сх. д.
Ямато-Ко́ріяма (яп. 大和郡山市, やまとこおりやまし, МФА: [jamato koːɾʲijama ɕi̥]) — місто в Японії, у північно-західній частині префектури Нара.

## Короткі відомості
Засноване 1 січня 1954 року шляхом надання статусу міста містечку Коріяма. Через наявність в Японії міста з такою назвою у префектурі Фукусіма, було вирішено додати власну назву «Ямато», що уточнювала місцезнаходження нового населеного пункту.
Коріяма розвинулася на основі однойменного призамкового містечка. В часи міжусобних воєн 16 століття ним володів самурайський володар Цуцуї Дзюнкей, а з настанням періоду Едо (1603 — 1867) воно перейшло до самурайського роду Янаґісава.
Основою економіки сучасної Коріями є харчова промисловість та виготовлення електротоварів. З 18 століття міська округа відома розведенням декоративних золотих рибок.
Головними пам'ятками міста є руїни замку Кооріяма та буддистський храм Дзікоїн 17 століття.

## Міста-побратими
- Кофу, Японія (1992)

## Галерея

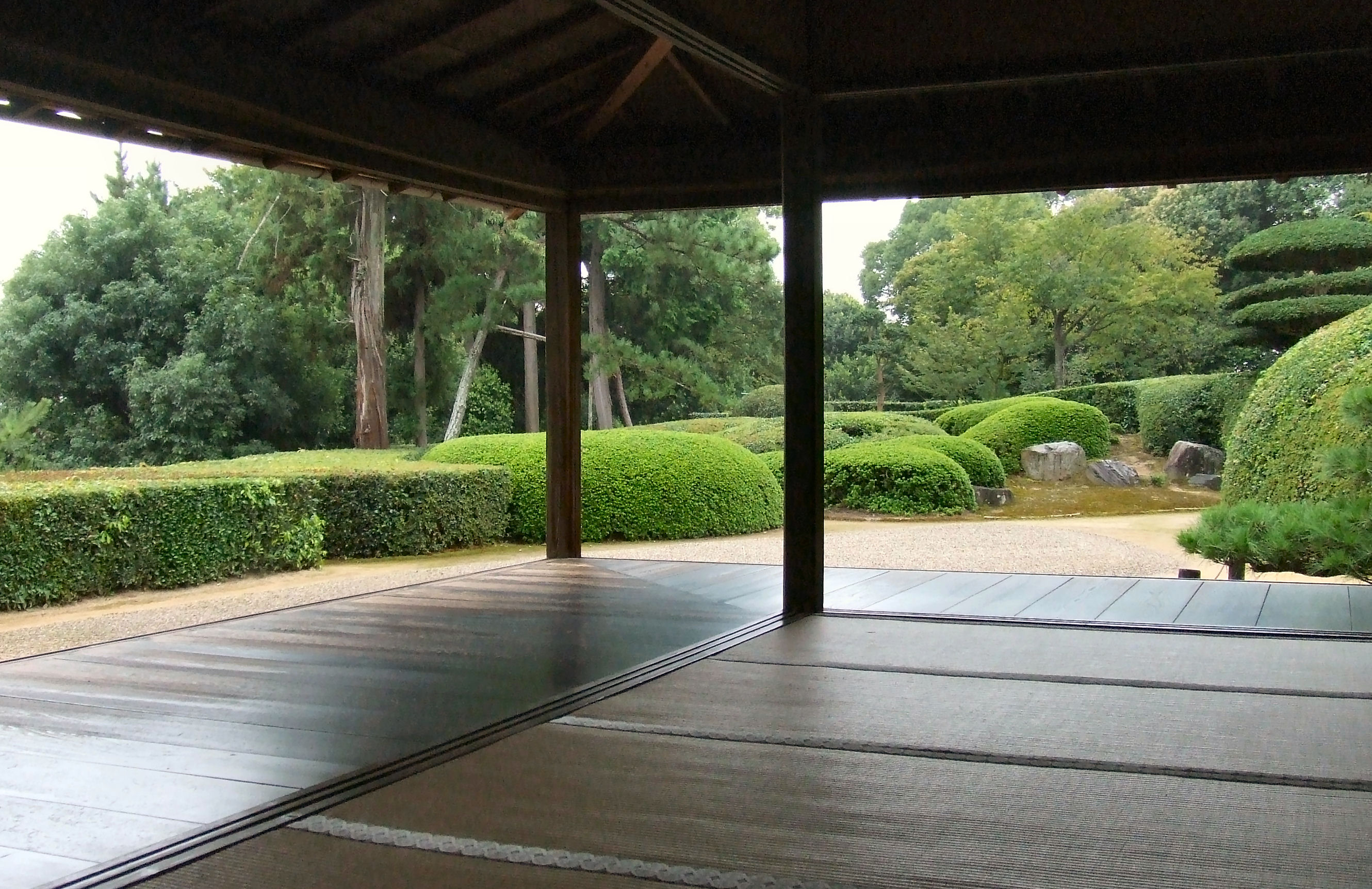
Веренда Дзікоїну
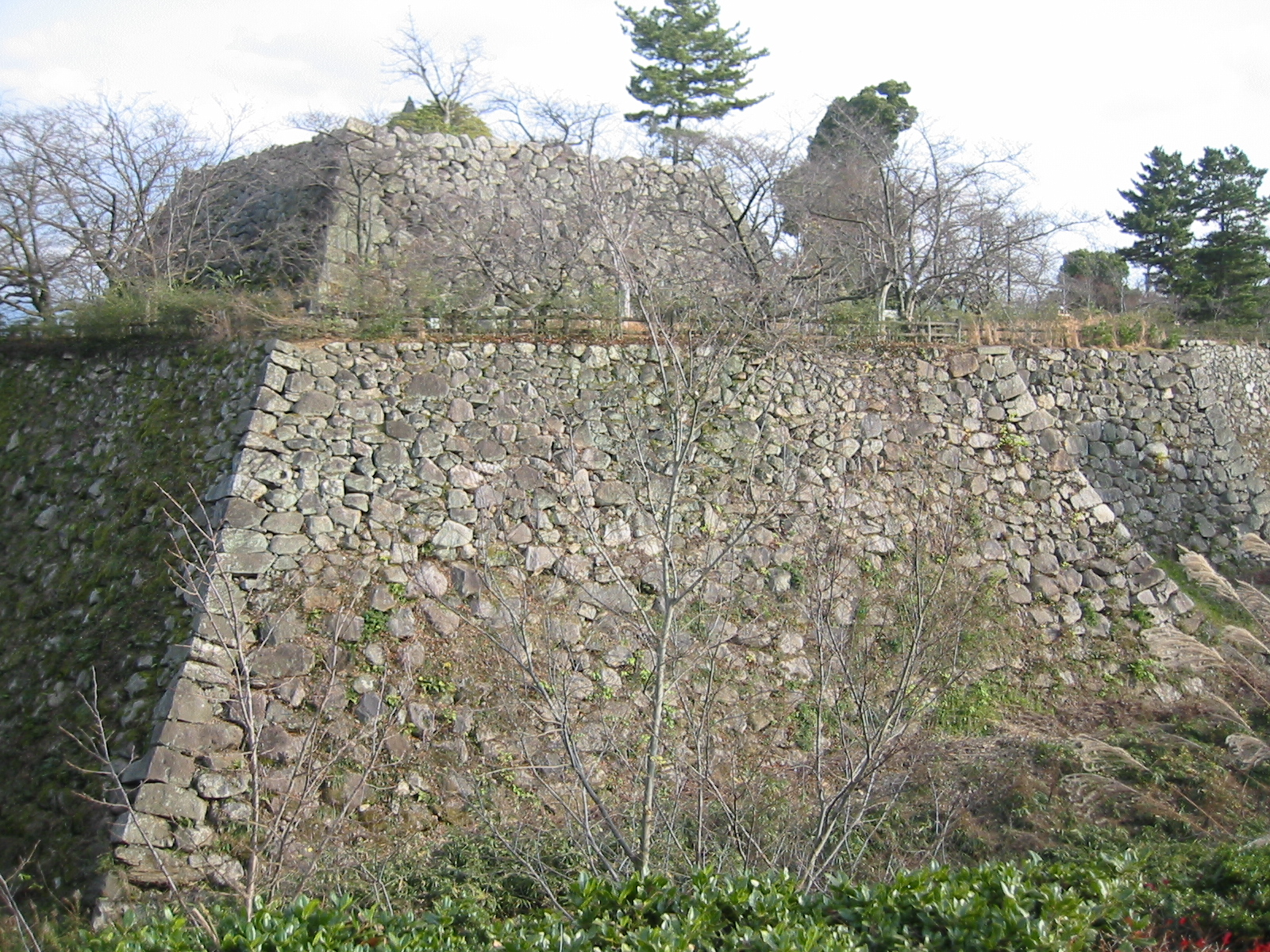
Фундамент головної башти замку міста
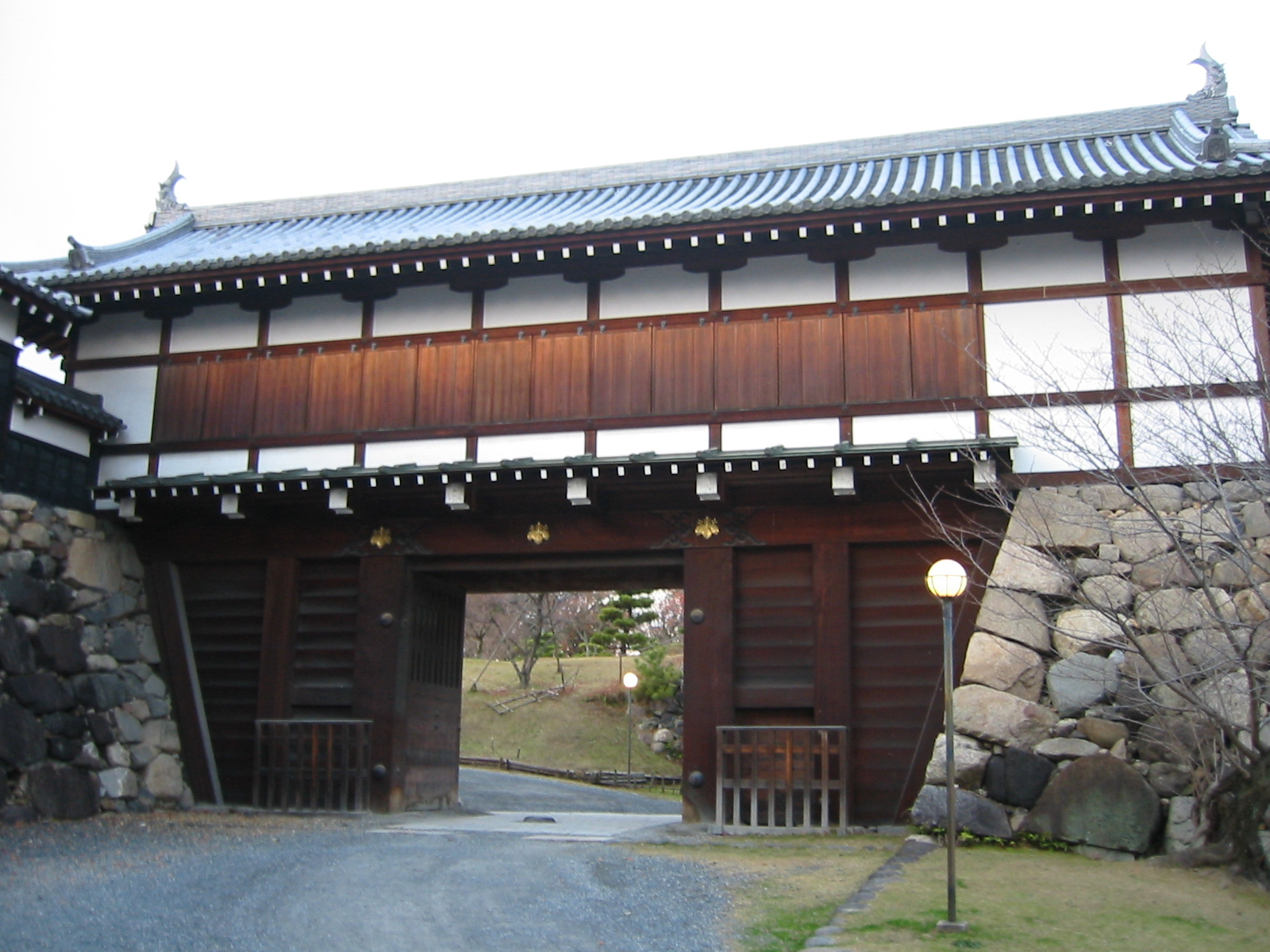
«Запасні ворота» замку міста